# Ichneumon exilicornis
Ichneumon exilicornis là một loài tò vò trong họ Ichneumonidae.